# Комісія з регулювання цінних паперів Китаю
Комісія з регулювання цінних паперів Китаю — державний орган, що безпосередньо підпорядковується Уряду Китайської Народної Республіки. Вона є головним регулятором індустрії цінних паперів у Китаї.

## Функції
Перший Закон про цінні папери в Китаї був прийнятий у грудні 1998 року і набрав чинності 1 липня 1999 року. Це перше в країні комплексне законодавство про цінні папери, яке надає Комісії «повноваження здійснювати централізоване та уніфіковане регулювання загальнонаціонального ринку цінних паперів з метою забезпечення їх законного функціонування». Комісія контролює загальнонаціональну централізовану систему нагляду за цінними паперами в Китаї, маючи повноваження регулювати та наглядати за емітентами цінних паперів, а також розслідувати та накладати покарання за «незаконну діяльність, пов'язану з цінними паперами та ф'ючерсами». Комісія уповноважена видавати висновки або «Керівні висновки», які не є юридично обов'язковими, як керівні принципи для корпорацій, що торгуються на біржі.